# محمد نجيب باشا (والي بغداد)
محمد نجيب باشا (توفي عام 1851) ،كان رجل دولة ووالي عثماني من أصل جورجي. تولى ولاية بغداد خلفا لعلي رضا باشا (الذي أعاد العراق إلى السيطرة العثمانية المباشرة).
اسم والده عبد المجيب. تزوج من زليخة هانم (توفيت عام 1863) التي أنجبت له ابنته فاطمة هانم (توفيت 1881) ، وأبناءه أحمد شكرو بك وجمال بك ومحمود نديم باشا ، الصدر الأعظم للإمبراطورية العثمانية.

## ولاية بغداد
في شهر نيسان - ابريل نُقِل علي رضا باشا إلى الشام وحل محله في ولاية بغداد الوالي محمد نجيب باشا الذي وصلها في شهر ايلول - سبتمبر. 
وصف بأنه كان ذكياً وشجاعاً وذا حيوية خارقة، لكنه كان فظّاً غليظاً لم يتردد في استخدام العنف والقسوة في جباية الضرائب من سكان الإيالة، كما أنه لم يتردد في استخدام قواته العسكرية في قمع الثورات التي حدثت خلال مدة حكمه التي دامت سبع سنوات.
إلا أنه من ناحية أخرى، قام بأعمار مدينة بغداد، فقد أنشأ فيها حديقة  سماها (الحديقة النجيبية)، وأنشأ سنة 1845 سقاية في منطقة براثا في مدينة بغداد عرفت بـ (سقاية نجيب باشا)، كما أنه قسم مدينة بغداد إلى ثماني عشرة محلة، وأنشأ محلة جديدة في الأعظمية، وقام ببناء مخزن لحفظ المواد الغذائية من التلف، ومطبخ (أكمكخانة) خاص بالجند، الأمر الذي دفع السلطان العثماني عبد المجيد إلى أن يصدر أمراً بترفيع رتبة الوالي محمد نجيب باشا لقاء أعماله تلك، كما أن السلطان كافأه بسيف مرصع بالذهب تقديراً له.
وعرف عنه أن قدم إلى بغداد لتنفيذ أجندة الحكومة العثمانية بتفكيك الزعامات والعصبيات المحلية، وذلك بعد خروج القوات المصرية من الشام، فلجأ لتنفيذ ذلك بعدة طرق منها:
- تحريض القبائل بعضها ضد بعض، إما عن طريق مصادرة أراض القبيلة وإعطائها لقبيلة أخرى أو التحيز لجانب معين خلال الحروب العشائرية.
- ابدال شيخ القبيلة المعترف به بآخر من نفس القبيلة وتحويل الجديد إلى جابي ضرائب للحكومة لخلق هوة بينه وبين عشيرته.[2]

وبما أن الوالي الجديد كان ميالا في علاقاته مع القناصل المعتمدين في بغداد الى القنصل البريطاني مما سبب غيرة وامتعاض القنصل الفرنسي في بغداد البارون دي فيمار، حيث كانت علاقات الطرفين تمر خلالها بمرحلة شد وجذب. استمرت العلاقات متوترة بين الوالي والقنصل الفرنسي إلى أن تحسنت في صيف 1844. واستمرت علاقتهما جيدة إلى أن حل عيد الفطر سنة 1261 هجري والموافق يوم 3 تشرين الأول 1845 عندما وجد القنصل الفرنسي أن القنصل البريطاني قد سبقه إلى تهنئة الوالي ففسر الأمر بأنه تواطؤ من الوالي لأهانة كرامة فرنسا، فعمد إلى إرسال مستشاره ليقوم بمراسم التهنئة بدلا عنه. فأثار ذلك غضب محمد نجيب باشا. وبلغت أزمة العلاقات بين الوالي والقنصل الفرنسي ذروتها في 1846 حين اقتحم جنود مدججون بالسلاح مبنى القنصلية الفرنسية ورفض الوالي معاقبة هؤلاء الجنود المقتحمين. فتطور الأمر حتى طلبت السفارة الفرنسية في إسطنبول من الباب العالي توجيه توبيخ صارم للوالي محمد نجيب باشا. مما جعل محمد نجيب باشا يقيم حفلة استقبال على شرف القنصل الفرنسي وأعترف له بالأولوية على القنصل البريطاني. وفي تموز 1849 عزل نجيب باشا من منصبه وحل محله عبد الكريم نادر باشا.